# 대한민국 민법 제1009조
대한민국 민법 제1009조는 법정상속분에 대한 민법 친족상속법 조문이다.

## 조문
제1009조(법정상속분) ① 동순위의 상속인이 수인인 때에는 그 상속분은 균분으로 한다.  <개정 1977.12.31., 1990.1.13.>
②피상속인의 배우자의 상속분은 직계비속과 공동으로 상속하는 때에는 직계비속의 상속분의 5할을 가산하고, 직계존속과 공동으로 상속하는 때에는 직계존속의 상속분의 5할을 가산한다.  <개정 1990.1.13.>
③ 삭제  <1990.1.13.>

第1009條(法定相續分) ① 同順位의 相續人이 數人인 때에는 그 相續分은 均分으로 한다. <改正 1977.12.31., 1990.1.13.>
②被相續人의 配偶者의 相續分은 直系卑屬과 共同으로 相續하는 때에는 直系卑屬의 相續分의 5割을 加算하고, 直系尊屬과 共同으로 相續하는 때에는 直系尊屬의 相續分의 5割을 加算한다. <改正 1990.1.13.>
③ 削除  <1990.1.13.>

## 참고 문헌
- 오현수, 일본민법, 진원사, 2014. ISBN 978-89-6346-345-2
- 오세경, 대법전, 법전출판사, 2014 ISBN 978-89-262-1027-7
- 이준현, LOGOS 민법 조문판례집, 미래가치, 2015. ISBN 979-1-155-02086-9

## 같이 보기
- 대습상속